# Gynoplistia (Gynoplistia) viridithorax
Gynoplistia (Gynoplistia) viridithorax is een tweevleugelige uit de familie steltmuggen (Limoniidae). De soort komt voor in het Australaziatisch gebied.